# 大峽谷組曲
《大峡谷组曲》是美國作曲家费尔德·葛羅菲于1929年至1931年间创作的管弦乐组曲。共有五個樂章，每個樂章各自描述美國大峡谷的一種景觀特色。

## 背景

### 創作過程
葛羅菲於1916年時造訪了大峽谷，並在那裡觀賞日出。四十年後，他在一次廣播的訪談中說道：

我一開始看到黎明，是因為我們前一天晚上就到那邊露營。在一片寂靜中，我像是被咒語迷住了，你知道，因為當天空變得逐漸明亮，你可以聽到鳥鳴，大自然緩緩甦醒。突然之間，賓果！太陽就在那裡出現了。那種感覺難以言喻。

極受震撼的葛羅菲決定要著手寫一首曲子，以音樂來描述內心的感動。雖然為大峽谷所作的曲子必須要安排在他手邊的工作都完成以後，但許多年以後，他終究是完成了。葛羅菲如此自述：

這變成了一種執著。那裡土地的豐富多彩和人民粗獷的樂觀情緒激發了我的想像力。我決心有一天一定要把這一切都化為音樂。 

### 首演
此曲首演日期為1931年11月22日，地點在芝加哥的斯图贝克剧院，由保罗·怀特曼指揮。
首演的版本是為約20人的小型管弦樂團所作。1934年時，葛羅菲將此曲重新配器，新版本由規模更大的管弦樂團演奏。這也是流傳後世、較廣為人知的版本。

## 结构
组曲的五個樂章如下：
一、日出
二、彩繪沙漠
三、在小徑上
四、日落
五、雲暴